# 우리 시대의 영웅
《우리 시대의 영웅》(러시아어: Герой нашего времени 게로이 나셰고 브레메니[*])은 미하일 레르몬토프의 자전적 심리소설로서, 1839년 기록되었고 1840년 출판되었으며 1841년 개정되었다.
한 사람의 주인공 페초린의 행동을 중심으로 해서 3인칭 또는 1인칭으로 엮어진 다섯 가지의 일화를 하나의 소설형식에 묶고 있다. 이것은 제1화 <벨라>, 제2화 <막심 막시므이치>, 제3화 <페초린의 수기>―첫째 <타마니>, 둘째 <공작의 딸 메리>, 셋째 <운명론자>로 구성되어 있는데, 하나하나가 훌륭한 단편을 이루고 있다.
이 소설이 지닌 매력의 전부는 이기주의자이자 고집 센 청년 사관 페초린의 성격에 있다. 그는 20세에 불과하면서도 세상의 모든 것에 환멸을 느낄 뿐, 기쁨을 느끼는 일이 없다. 그의 권태를 구제할 수 있는 것은 오직 행동뿐이다. 이상이나 인생의 목적을 냉소적으로 바라보며 그저 따분함을 벗어나기 위해 한가닥의 들뜬 기분에서 여자의 사랑이나 남자의 우정을 희생시켰고, 속물인 친구를 결투에서 태연히 죽인다. 그러면서도 총명하고 진지한 감정도 지니며, 용감하고 의지가 굳은 복잡한 인물이다. 그의 비극은 자신의 비정상적 정력과 풍부한 재능을 쏟을 목적을 못 지닌 채 이를 부질없이 낭비하는 데에 있다.
페초린은 확실히 전제 러시아 니콜라이 시대의 산물이자 19세기 러시아 문학의 주요 인물상인 ‘사냥꾼’의 하나이다. 그러나 선악을 초월한 ‘무정부적으로 자유분방한’ 그 정신은 도스토예프스키의 <죄와 벌>의 라스콜리니코프나 <카라마조프의 형제>의 이반으로 통하는 새로운 타입이기도 하다.

## 같이 보기
- 낭만주의